# Война за баварското наследство
Войната за баварското наследство (на немски: Bayerischer Erbfolgekrieg) е война през периода 1778-1779 г. с участието на Австрия, Прусия, Саксония и Бавария. Друго известно име на конфликта е Картофена война (на немски: Kartoffelkrieg), тъй като през повечето време, прекарано в Бохемия, и австрийците, и прусаците правели опити да спрат доставките на хранителни провизии на врага.
Целта на войната била основно балансиране на силите на големите държави в Централна Европа, също като Войната за австрийското наследство и Седемгодишната война, водени преди нея.

## Причини
Когато курфюрстът Максимилиан III Йозеф от младшата линия на династията Вителсбах починал, властта е наследена от линията Зулцбах. Курфюрстът и пфалцграф Карл Теодор е наследник на трона и отстъпва Долна Бавария на Австрия чрез таен договор с император Йозеф ІІ, за когото това е компенсация за Австрийска Нидерландия.
Съпругата на Максимилиан, Мария Ана София Саксонска започва да води преговори с Прусия с цел да осигури независимостта на Бавария и наследството на младшата линия на Вителсбах Пфалц-Биркенфелд в Бавария след смъртта на Карл Теодор. Наследник на тази линия е Карл II Август, херцог на Цвайбрюкен. Пруският министър-председател Карл-Вилхелм фон Финкенщайн смята, че сближаването с Бавария може да помогне на Прусия да си върне Силезия, която е загубена три десетилетия по-рано във войната с Австрия. Негово мнение също е, че ако Австрия продължава да има такова влияние в баварските земи, тя скоро ще получи хегемония в германоговорещите територии и ще застраши силно позицията на Прусия. Той сключва съюз със Саксония и двете страни обявяват война на Австрия, за да защитават интересите на Карл II Август, херцог на Цвайбрюкен, наследник на Карл Теодор.

## Тешенският мирен договор
Инвазията в Бохемия била с малки загуби и за двете страни и завършила с Тешенския конгрес (1779), проведен с подкрепата на Франция и Русия. Според мирния договор Мария Тереза се съгласила да отстъпи всички баварски земи, контролирани от Австрия, с изключение на Инвиртел. Саксонците поискали парична компенсация за тяхното участие във войната. Интересен факт за войната е, че тя е последната на Фридрих ІІ. Когато Йозеф ІІ пак направил опит да си върне земите през 1784, Фредерик създал Фюрстенбунд, представяйки се за защитник на германските свободи.
Един от страничните ефекти на войната е, че смалила шансовете Австрия или Прусия да се включат на нечия страна във Американската война за независимост, оставяйки британците да се бият сами срещу водената от французите коалиция. Това била една от най-сериозните причини Вержен, френският външен министър, да подпише мирен договор с двете страни, за да не доведе това до голяма европейска война срещу Франция.